# Sarah Siddons
Sarah Kemble, conosciuta con il nome da sposata di Sarah Siddons (Brecon, 5 luglio 1755 – Londra, 8 giugno 1831), è stata un'attrice teatrale britannica.
Membro della famosa famiglia teatrale Kemble era considerata l'interprete femminile più importante della sua epoca.

## Biografia[1]
Figlia di Roger Kemble e sorella, tra gli altri, di Charles Kemble e John Philip Kemble, nasce a Brecon, nel Brecknockshire, Galles, e debutta sulle scene in tenera età, nella compagnia itinerante diretta dal padre. Qui impara il mestiere e sviluppa un talento scenico straordinario, secondo le testimonianze. È poco più che un adolescente quando incontra l'attore William Siddons, di cui si innamora e che in breve tempo, contravvenendo al desiderio dei genitori, avrebbe sposato.
Nel 1773, dopo aver lavorato per diverso tempo come domestica, comincia a lavorare ufficialmente come attrice. L'anno seguente interpreta Belvidera in Venice Preserv'd di Thomas Otway. Dopo una disastrosa messa in scena de Il mercante di Venezia di Shakespeare, nel 1782 l'attrice si trova ad affrontare il grande successo della sua interpretazione di Isabella nella pièce Fatal Marriage di Thomas Southerne. Il successo le arride, la critica la esalta e il pubblico inglese stravede per lei.
Nel 1812 la Siddons abbandona le scene, dopo aver regalato una interpretazione considerata splendida del personaggio di Lady Macbeth nel Macbeth shakespeariano.
Sarah Siddons si spegne un mese prima del suo settantaseiesimo compleanno.
Nel 1952 viene fondata a Chicago, Illinois (USA), la "Sarah Siddons Society", una fondazione teatrale non-profit, che ogni anno consegna al Miglior Attore il premio "Sarah Siddons Award".